# Абдулла-паша
Абдулла-паша (араб. عبد الله باشا‎; ум. 1777) — правитель Ирака (1776—1777) из мамлюкской династии.

## Предыстория
В 1638 году Мурад IV взял Багдад и установил контроль над междуречьем Тигра и Ефрата. В XVII веке конфликты с Персией ослабили силы Османской империи в Ираке. Ослабление центральной власти в Ираке привело к усилению племенной знати и вылилось в обострение вражды между суннитами и шиитами. Положение ухудшилось после вторжения племён бедуинов из Аравии. Бедуинские налёты на Ирак сильно разрушали экономику провинции. Курды под предводительством династия Бабан подняли восстание и начала вооружённые действия против османских войск, вскоре они овладели всем Иракским Курдистаном. Между 1625 и 1668 годами и с 1694 по 1701 год местные шейхи из рода Сиябов правили Басрой как независимые правители и игнорировали власть османского паши в Багдаде. Для наведения порядка в Ирак был отправлен Вали Карамании мамлюк грузинского происхождения Хасан Паша. С момента его назначения пашей Багдада начинается история мамлюкской династии в Ираке. Хасан Паша улучшил управление страной, наладил работу чиновничьего аппарата и обороноспособность провинции. Его сын и преемник Ахмад Паша продолжал политику отца, при нём было создано элитное подразделение состоящее из мамлюков «Грузинская гвардия». При преемнике и зяте Ахмада Паши Сулеймане-паше Абу-Лейле Ирак превратился в практически независимую провинцию. После смерти Сулеймана-паши Абу-Лейлы было семеро кандидатов на преемственность, и все они были из мамлюков. Спор за право наследовать Абу-Лейле привёл к конфликту между претендентами в котором победил Омар-паша. После того как Омар-паша был низложен и убит власть губернатором был назначен Мустафа-паша. Мустафа-паша правил девять месяцев после чего султан приказал вали Диарбекира Абдулле-паше низложить губернатора. Мустафа-паша был пленён и казнён в Диарбекире в 1776 году.

## Биография
Абдулла-паша был также мамлюком по происхождению. До 1776 года он занимал пост вали Диарбекира. В 1776 году османский султан Абдул-Хамид I отдал приказ Абдулле-паше, а также вали Мосула Сулейману-паше и вали Эр-Ракки Мустафе-паше низложить Багдадского губернатора Омара-пашу. Османские войска осадили Багдад, а Омар-паша погиб во время бегства. После этого правителем Багдадского пашалыка был назначен Мустафа-паша, но и он долго не удержался на этом посту. После девяти месяцев правления Мустафы-паши султан приказал Абдулле-паше сместить его. Абдулла-паша пленил Мустафу-пашу и казнил его в Диарбекире в 1776 году. Абдулла-паша был назначен губернатором Багдадского пашалыка, однако правление его оказалось недолгим, и он умер в следующем 1777 году, не оставив после себя наследника. За право управлять Багдадом соревновались два претендента — Мухаммед аль-Аджми и Исмаил-ага. Борьба за власть в Багдаде продолжалась более пяти месяцев, пока из Стамбула не прибыл ставленник султана Хасан-паша, который стал правителем пашалыка.